# Batalla d'Orša
La batalla d'Orša va tenir lloc el 8 de setembre de 1514 entre els exèrcits del Gran Ducat de Lituània i del Regne de Polònia, guiats per Konstantij Ostrogski, d'una part, i el del Gran Ducat de Moscou, dirigit per Ivan Čeljadnin i Michail Golica, de l'altra. La batalla forma part d'una llarga sèrie de guerres entre Rússia i Lituània, originades per Rússia, que volia conquistar les terres pertanyents, aleshores, a Rutènia.
Les, encara que menors, forces lituanes i poloneses van aconseguir derrotar els russos amb 30.000 homes més que les primeres i van conquistar algunes terres russes i van capturar el comandant rus.

## Antecedents
Cap a finals del 1512 el Gran Ducat de Moscou va començar un llarg període de guerres contra els territoris pertanyents a Rutènia, avui dividida entre Belarús i Ucraïna, que formaven part del Gran Ducat de Lituània. Albert I de Prússia va refusar donar aquests feus a Segimon el Vell. Albert I tenia el suport de Maximilià I del Sacre Imperi Romanogermànic.
La fortalesa de Smolensk era el lloc avançat més oriental del Gran Ducat de Lituània i una de les fortaleses més importants en els confins amb Moscòvia. Fins aleshores la ciutat havia respost tots els atacs de part dels russos, però el juliol de 1514 un exèrcit rus compost de 45.000 soldats amb 300 armes de foc la van assetjar i prendre. Alguns historiadors defineixen l'àrea a prop de Smolensk en aquest període com a «àrea disputada».
Esperonat amb aquest èxit, el príncep moscovita Basili III de Moscou va ordenar al seu exèrcit d'ocupar l'actual Belarús. Les forces del príncep van assetjar les ciutats de Kričev, Mstislavl i Dubrovno.
Mentre Segimon el Vell de Polònia va formar un exèrcit al voltant de 35.000 soldats, inferiors en nombre al rus, però qualitativament millors. Les forces lituano-poloneses, guiades per Konstantij Ostrogski, comprenien:
- 16.000 cavalls, oferts perLituània;
- 14.000 cavallers, garantits per Polònia;
- 3.000 soldats d'infànteria de diverses nacionalitats;
- 2.500 voluntaris, sobretot provinents de Bohèmia.

Dirigint-se cap a Belarús, el rei Segimon protegeix la ciutat de Baríssau gràcies a una força composta al voltant de 5.000 homes; els restants 30.000 es van dirigir cap als moscovites per lluitar. Cap a final d'agost les dues forces es van trobar a la confluència entre els rius Berezina, Bóbr i Drut, però les forces russes van evitar el xoc de totes totes.

## La batalla

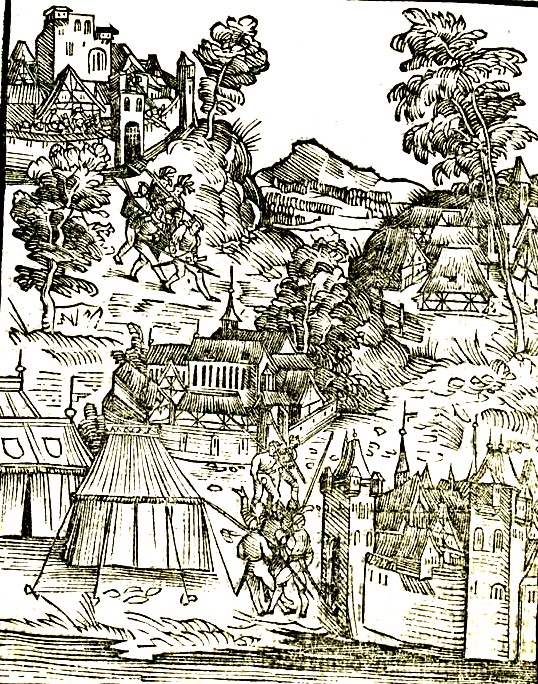
Guerra russo-polonesa, imatge de Jacob Piso Dau Schlacht von dem Kunig von Poln und mit dem Moscowiter, 1514

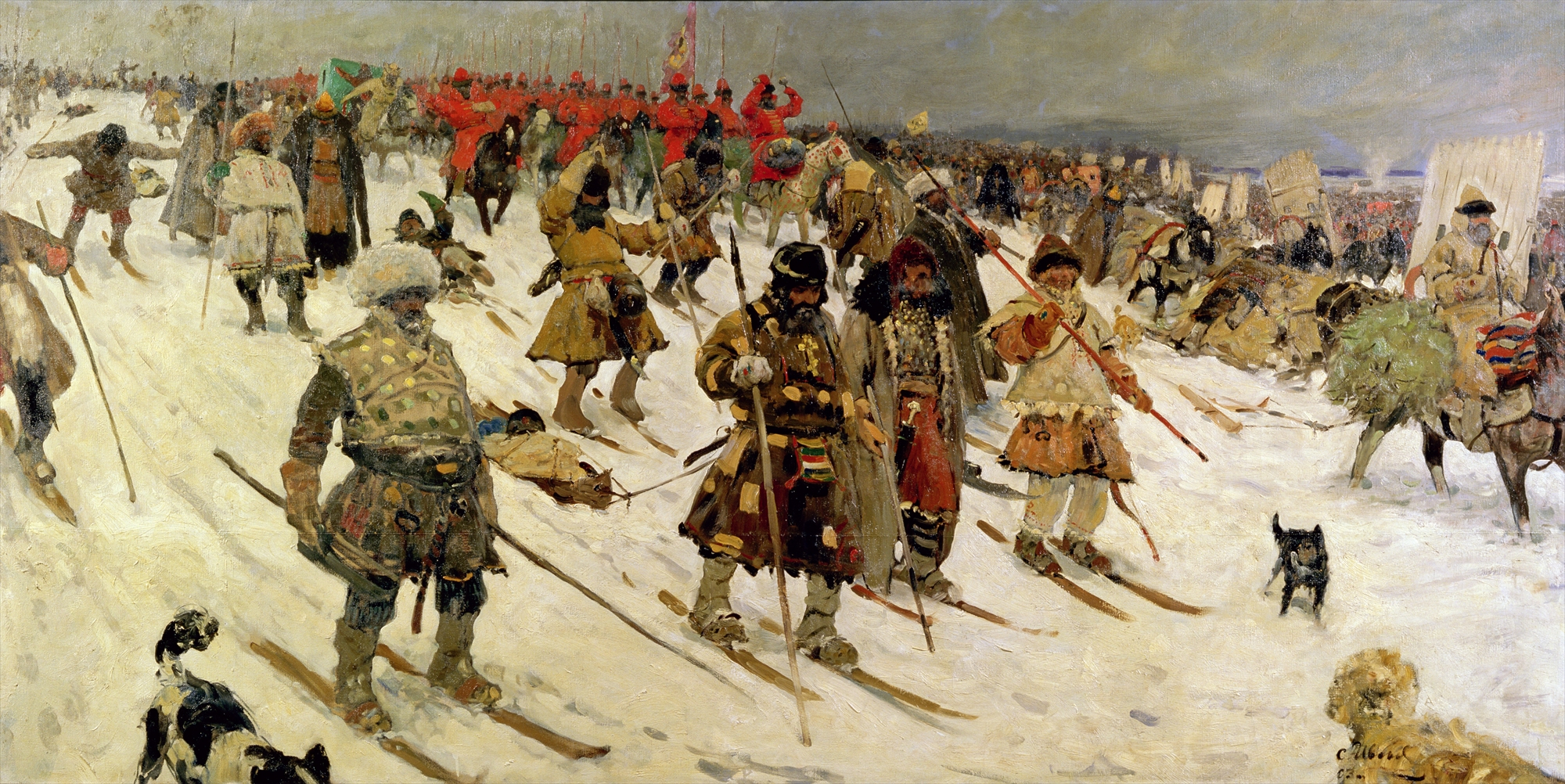
Campanya russa contra els Lituans (oli sobre tela per Serguei Ivanov, 1903).

El 8 de setembre de 1514, poc després de l'alba, Ivan Txeliadnin va donar l'ordre d'atacar. Les forces moscovites van intentar atacar els flancs dels lituans i polonesos, dirigits hússars lleugers polonesos i lituans, i tropes tàtars. Una de les pinces de l'atac va ser comandada personalment per Txeliadnin, mentre l'altre va ser dirigida pel Príncep Bulgakov-Golitsa. L'atac inicial va fallar, i els moscovites es van retirar cap a les seves posicions d'inici. Txeliadnin encara estava segur que tenia possibilitats, gairebé 3 a 1 al seu favor, d'aconseguir la victòria.
Tanmateix, preocupat amb la seva pròpia ala, va perdre el contacte amb els altres sectors i va fallar en coordinar una defensa contra el contraatac de la cavalleria lleugera lituana i de la cavalleria pesant polonesa, que fins llavors s'havia mantingut en reserva.
La cavalleria lleugera lituana i polonesa i els tàrtars van atacar l'estès centre de les línies moscovites en un intent de partir-les. Al moment crucial la cavalleria lituano-polonesa semblava una onada, llavors es van retirar. Els moscovites van perseguir amb totes les seves reserves de cavalleria. La cavalleria tàrtara lituana i polonesa, després de retrocedir uns quants minuts sota la persecució dels russos, de cop va girar als costats. La cavalleria moscovita es va trobar davant de l'artilleria encoberta en el bosc. D'ambdós costats, van aparèixer les forces poloneses i lituanes aparegudes que van procedir a envoltar els moscovites. Ivan Txeliadnin va tocar retirada, que aviat es va convertir en pànic. Les forces moscovites van ser perseguides per l'exèrcit del Gran Ducat de Lituània durant cinc quilòmetres.
La derrota Moscovita s'atribueix sovint a repetits errors d'Ivan Txelyadnin i Golitsa per coordinar les seves operacions. Sigismund von Herberstein va informar que 40.000 Moscovites van morir. Segons cròniques poloneses, van morir 30.000 russos i uns 3.000 va ser fets presoners, incloent Ivan Txeliadnin i altres vuit comandants. Les forces del Gran Ducat de Lituània i del Regne de Polònia van ocupar el campament moscovita i 300 canons. Trastornat per la derrota, el gran Príncep Basili III de Moscou va destacar que "els presoners [eren] tan útils com els morts".

## Conseqüències

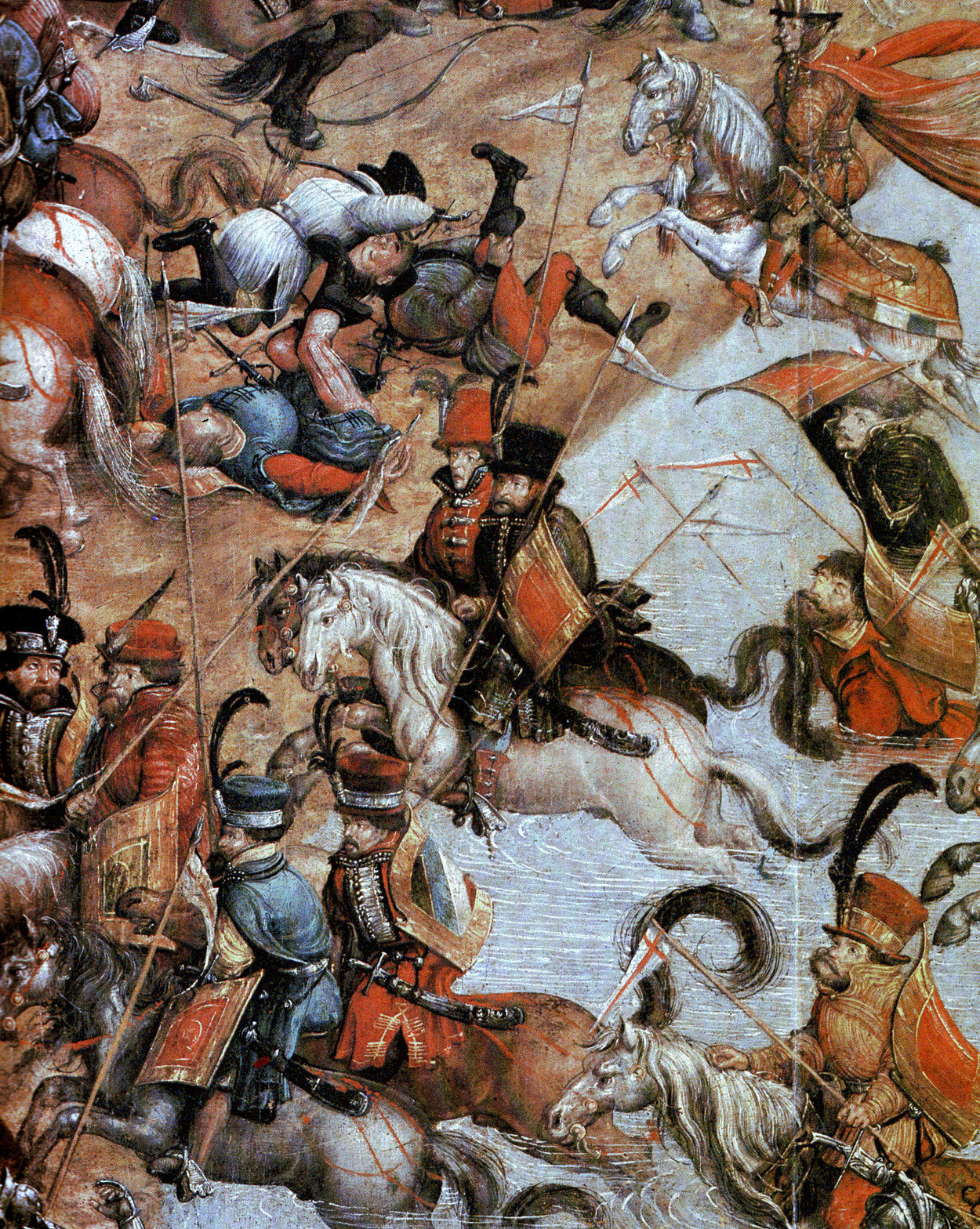
Hússars polonesos durant la Batalla de Orsha (1514)

Les forces d'Ostrogski van continuar la seva persecució de l'exèrcit rus i va recuperar la majoria de les fortaleses anteriorment capturades, incloent Mstislavl i Krychev, i l'avenç dels russos va ser aturat durant quatre anys. Tanmateix, les forces lituanes i poloneses estaven massa esgotades per assetjar Smolensk abans de l'hivern. Això va significar que Ostrogski no va arribar a les portes de Smolensk fins a finals de setembre, donant prou temps a Vasili III per preparar la defensa.
El desembre de 1514, Hetman Konstanty Ostrogski va entrar triomfalment a Vílnius. Per commemorar la victòria, van ser aixecades dues esglésies ortodoxes: l'Església de la Sagrada Trinitat i l'Església de Sant Nicolau, que han quedat entre els exemples més impressionants d'arquitectura d'esglésies ortodoxes a Lituània. Immediatament després de la victòria, l'estat lituano-polonès comença a explotar la batalla com a propaganda cap a altres nacions a Europa, amb el intent de millorar la imatge de Polònia-Lituània a l'estranger. Diversos contes panegírics de la batalla van ser enviats a Roma. "El missatge polonès era similar al de Bomhover: els moscovites no són cristians; són cruels i bàrbars; són asiàtics i no europeus; estan associats amb els turcs i els tàtars per destruir la cristiandat".
Impressionat per l'abast de la victòria lituana i polonesa, Maximilià I del Sacre Imperi Romanogermànic va començar negociacions de pau amb la Dinastia Jagelló a Viena. El 22 de juliol de 1515, es van tancar els acords finals per la pau i l'àmplia coalició en contra Lituània i Polònia van cessar.
La guerra entre el Gran Ducat de Lituània i el Gran Ducat de Moscou va durar fins al 1520. El 1522 es va signar una pau, en els termes de la qual Lituània va ser forçada a cedir a Moscou al voltant d'una quarta part de les seves possessions en de les terres de l'anterior Rus de Kíev, incloent Smolensk. Aquesta ciutat no va ser recuperada fins gairebé un segle més tard, el 1611. Després de l'acord de pau de 1522, el Gran Ducat de Lituània encara va intentar atacar Rússia, però els conflictes militars importants van ser resolts al voltant de 40 anys.

## Temps moderns
La batalla és considerada per belarussos com a símbol de ressorgiment nacional, però la seva importància està sent suprimida per les autoritats estatals. El setembre de 2005, per ordre del President Aleksandr Lukaixenko, quatre membres de l'oposició Belarussa del Front Nacional van ser multats amb gairebé 4 milions de rubles (més o menys 1.500 €) per celebrar el 491è aniversari de la batalla.
La Batalla de Orsha és commemorada en la Tomba del Soldat desconegut (Varsòvia), amb la inscripció "ORSZA 8 IX 1514".